# Чемпіонат Європи з боксу 1989
XXVIII Чемпіонат Європи з боксу (чоловіків) відбувся 29 травня — 3 червня 1989 року в місті Афіни у Греції. Участь в чемпіонаті взяли 160 боксерів з 26 країн Європи. Змагання відбувалися у 12 вагових категоріях.

## Медалісти
| Категорія:                           | Золото:            | Срібло:            | Бронза:                               |
| Перша найлегша вага (до 48 кг)       | Івайло Марінов     | Роберт Ішасегі     | Ншан Мунчян Ян Кваст                  |
| Найлегша вага (до 51 кг)             | Юрій Арбачаков     | Янош Вараді        | Красимир Чолаков Кшиштоф Врублевський |
| Легша вага (до 54 кг)                | Серафім Тодоров    | Тімофей Скрябін    | Дітер Берг Роберт Ціба                |
| Напівлегка вага (до 57 кг)           | Киркор Киркоров    | Марко Рудольф      | Рафаль Рудський Сандро Касамоніка     |
| Легка вага (до 60 кг)                | Костя Цзю          | Даніель Думітреску | Джорджо Кампанелла Дейв Андерсон      |
| Перша напівсередня вага (до 63.5 кг) | Ігор Ружніков      | Даріуш Черний      | Христо Фурнігов Андреас Отто          |
| Напівсередня вага (до 67 кг)         | Зігфрід Менерт     | Борислав Абаджиєв  | Муйо Байрович Лорант Сабо             |
| Перша середня вага (до 71 кг)        | Ісраел Акопкохян   | Рудель Обрежа      | Енріко Ріхтер Росен Ібішев            |
| Середня вага (до 75 кг)              | Генрі Маске        | Міхал Франек       | Данієль Крумов Андрій Курнявка        |
| Напівважка вага (до 81 кг)           | Свен Ланге         | Лайош Ерош         | Кай Геленіус Сергій Кобозєв           |
| Важка вага (до 91 кг)                | Арнольд Вандерліде | Аксель Шульц       | Анджей Ґолота Берт Тойхерт            |
| Надважка вага (понад 91 кг)          | Уллі Каден         | Гіоргіос Цахакіс   | Свілен Русінов Олександр Мірошниченко |

## Медальний залік
| Медальний залік |                                                |        |        |        |       |
| Місце           | Держава                                        | Золото | Срібло | Бронза | Разом |
| 1               | НДР                                            | 4      | 2      | 4      | 10    |
| 2               | СРСР                                           | 4      | 1      | 4      | 9     |
| 3               | Болгарія                                       | 3      | 1      | 5      | 9     |
| 4               | Нідерланди                                     | 1      | 0      | 0      | 0     |
| 5               | Угорщина                                       | 0      | 3      | 1      | 4     |
| 6               | Румунія                                        | 0      | 2      | 0      | 2     |
| 7               | Польща                                         | 0      | 1      | 4      | 5     |
| 8               | Чехословаччина                                 | 0      | 1      | 0      | 1     |
| 8               | Греція                                         | 0      | 1      | 0      | 1     |
| 10              | Італія                                         | 0      | 0      | 2      | 2     |
| 11              | Фінляндія                                      | 0      | 0      | 1      | 1     |
| 11              | ФРН                                            | 0      | 0      | 1      | 1     |
| 11              | Шотландія                                      | 0      | 0      | 1      | 1     |
| 11              | Соціалістична Федеративна Республіка Югославія | 0      | 0      | 1      | 1     |
| Разом           | 19 держав                                      | 12     | 12     | 24     | 48    |